# Ordre de bataille lors de l'opération Iskra
Ce qui suit est l'ordre de bataille des forces militaires en présence lors de l’opération Iskra, qui eut lieu entre le 12 et le 30 janvier 1943 sur le front de l'Est durant la Seconde Guerre mondiale pendant le siège de Léningrad.
Ordre de bataille des troupes Soviétiques et Allemandes  lors de l’opération Iskra le 11 janvier 1943

## Ordre de bataille au 11 janvier 1943

### Forces soviétiques
Le total des troupes des deux fronts sont de 302 800 officiers et soldats, environ 4 900 pièces d'artillerie et de mortiers (d'un calibre de 76 mm et plus), plus de 600 chars et 809 avions.
Les troupes soviétiques sont environ 5 fois supérieures à celle de l'ennemi en hommes et en matériel.

#### Front de Léningrad

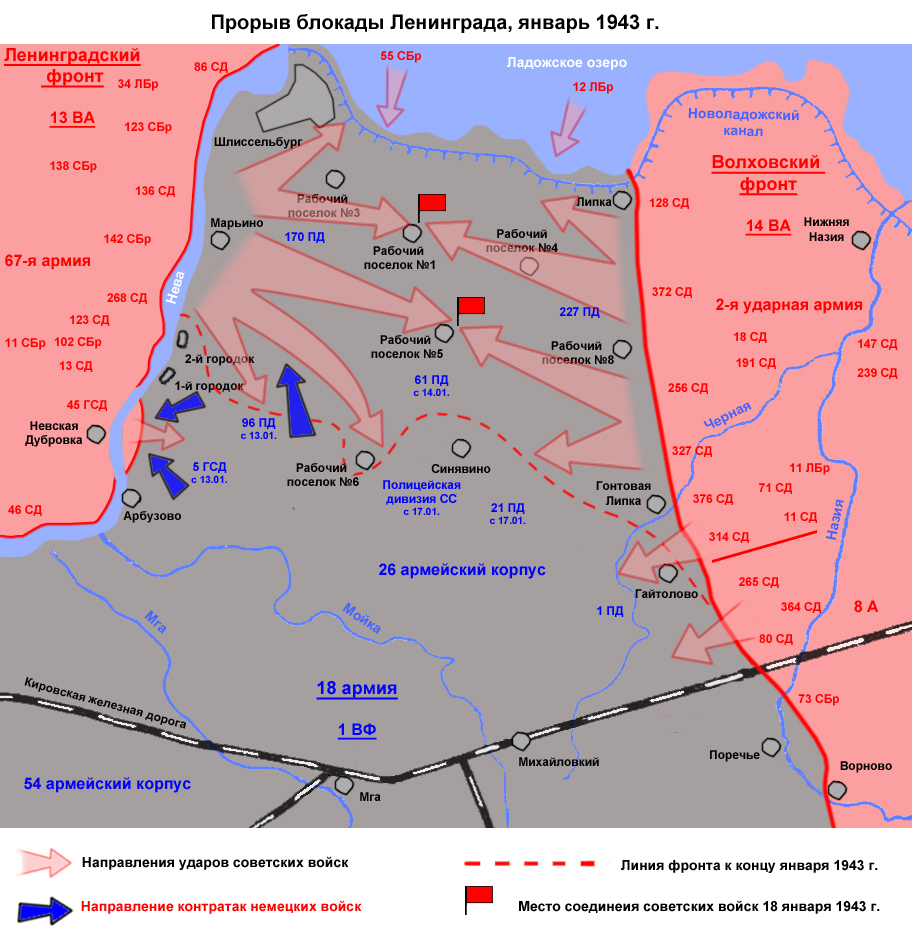
Carte de l'opération Iskra

Le Front de Léningrad est sous le commandement du colonel-général Leonid Govorov
Aviation sous le commandement du colonel-général Stepan Dmitrevitch Ribaltchenko (en)
- 13e armée aérienne (ru)

67e armée sous le commandement du lieutenant-général Mikhaïl Pavlovitch Doukhanov (ru)
- 1re ligne
  - 45e division de fusiliers de la Garde
  - 286e division de fusiliers (en)
  - 136e division de fusiliers (ru)
  - 86e division de fusiliers (ru)
  - 61e brigade de chars (ru)
  - 86e bataillon de chars indépendant
  - 118e bataillon de chars indépendant
- En exploitation de percée
  - 13e division de fusiliers
  - 123e division de fusiliers
  - 102e brigade de fusiliers (ru)
  - 123e brigade de fusiliers
  - 142e brigade de fusiliers
- En réserve
  - 46e division de fusiliers
  - 11e division de fusiliers
  - 55e division de fusiliers
  - 138e division de fusiliers
  - 34e brigade de ski
  - 35e brigade de ski
  - 152e brigade de chars (ru)
  - 220e brigade de chars (ru)

55e armée sous le commandement du lieutenant-général Vladimir Petrovitch Sviridov (ru)
La 55e armée reste sur ses positions défensives.

#### Front du Volkhov
Le Front du Volkhov est sous le commandement des généraux Kirill Meretskov et Ivan Fediouninski
Aviation
- 14e armée aérienne sous le commandement du lieutenant-général Ivan Petrovitch Jouravlev composée de 414 avions

2e armée de choc sous le commandement du lieutenant-général Vladimir Zakharovitch Romanovski
- 1re ligne
  - 128e division de fusiliers
  - 327e division de fusiliers
  - 256e division de fusiliers
  - 327e division de fusiliers
  - 376e division de fusiliers
  - 314e division de fusiliers
  - 122e brigade de chars (ru)
  - 32e régiment de chars de la Garde
  - 4 bataillons de chars indépendants
- En exploitation de percée
  - 18e division de fusiliers
  - 191e division de fusiliers
  - 71e division de fusiliers
  - 11e division de fusiliers
  - 239e division de fusiliers
  - 16e brigade de chars
  - 98e brigade de chars
  - 185e brigade de chars
- En réserve
  - 22e division de fusiliers
  - 147e division de fusiliers
  - 11e brigade de ski
  - 12e brigade de ski
  - 13e brigade de ski

8e armée sous le commandement du lieutenant-général Filipp Nikanorovitch Starikov (en)
- 1re ligne
  - 265e division de fusiliers
  - 364e division de fusiliers
  - 73e brigade de fusiliers marins
  - 25e régiment de chars
  - 2 bataillons de chars indépendants

54e armée du lieutenant-général Alexandre Soukhomline (en)
La 54e armée reste sur ses positions défensives, mais reste en réserve pour une exploitation de percée de second échelon.

#### Artillerie
L'opération est soutenue par l'artillerie des navires de la flotte de la Baltique et de la flottille de Ladoga qui se compose de 1 870 canons et mortiers et 2 885 canons et mortiers présent sur le front du Volkhov.

### Forces allemandes
Le Col de la Bouteille est tenu par le 24 Armeekorps sous les ordres du général Ernst von Leyser avec 6 divisions soit environ 60 000 officiers et soldats, soit 10 000-12 000 combattants par division, avec le soutien de 700 canons et mortiers, et d'environ 50 chars et canons d'assaut.

Le soutien aérien de la 18e armée et de l'ensemble du groupe d'armées Nord est réalisée la Luftflotte 1 forte d'environ 200 avions.
- Col de la Bouteille tourné vers l’Ouest
  - Sur la Néva (face à Léningrad)
    - 5. Gebirgsdivision
    - 170. Infanterie Division

  - A Schlüsselburg (face à Léningrad)
    - 227. Infanterie Division

- Col de la Bouteille tourné vers l’Est
  - 1. Infanterie Division
  - 223. Infanterie Division

- En réserve
  - 96. Infanterie Division
  - 61. Infanterie Division

- Sur le front plus au Sud se trouvent 2 unités blindées
  - La 1.Kompanie de la Schwere Panzer Abteilung 502 avec au total 23 chars (16 Panzer III, 6 Panzer IV et  1 befehlspanzer[1]. Située à la limite de la 18e armée
  - Le Panzer Regiment 203 avec au total 9 chars[2] (7 Panzer III et 2 Panzer IV) situé encore plus au Sud dans le secteur de la 16e armée

- Soutien aérien
  - Luftflotte 1 200 avions environ

## Ordre de bataille au 29 janvier 1943
Après un premier assaut du 12 au 19 janvier les Soviétiques ayant obtenu, en partie, ce qu'ils souhaitaient, un « contact terrestre avec Léningrad », un léger répit intervient permettant aux troupes Russes d'établir des défenses telles que les Allemands ne puissent plus le leur disputer. Toutefois le haut commandement soviétique souhaitant consolider le passage le long du lac Ladoga décide de relancer une attaque avec comme objectif la ville de Mga nœud routier et ferroviaire très important. La prise de la ville par les soviétiques permettant le rétablissement du chemin de fer de Kirov entre Léningrad et Mourmansk. Durant cette période le front allemand, désormais entre la Néva et le Volkhov se restructure.

### Forces allemandes
Le front allemand entre la Néva et le Volkhov  sous les ordres du général Georg Lindemann est composé de 7 division toutes en 1re ligne.

Positionnement de la Néva au Volkhov:
- 223. Infanterie Division
- 1. Infanterie Division
- 212. Infanterie Division
- 11. Infanterie Division
- 21. Infanterie Division
- 28. leichte Infanterie Division
- 5. Gebirgsdivision

4 divisions engagées dans les combats du col de bouteille ont été anéanties et ne sont plus que des débris. Ces unités sont dissoutes et les éléments survivants sont reversés dans les autres unités. Il s'agit des 
- 61. Infanterie Division
- 96. Infanterie Division
- 170. Infanterie Division
- 227. Infanterie Division